# Шелл-кип

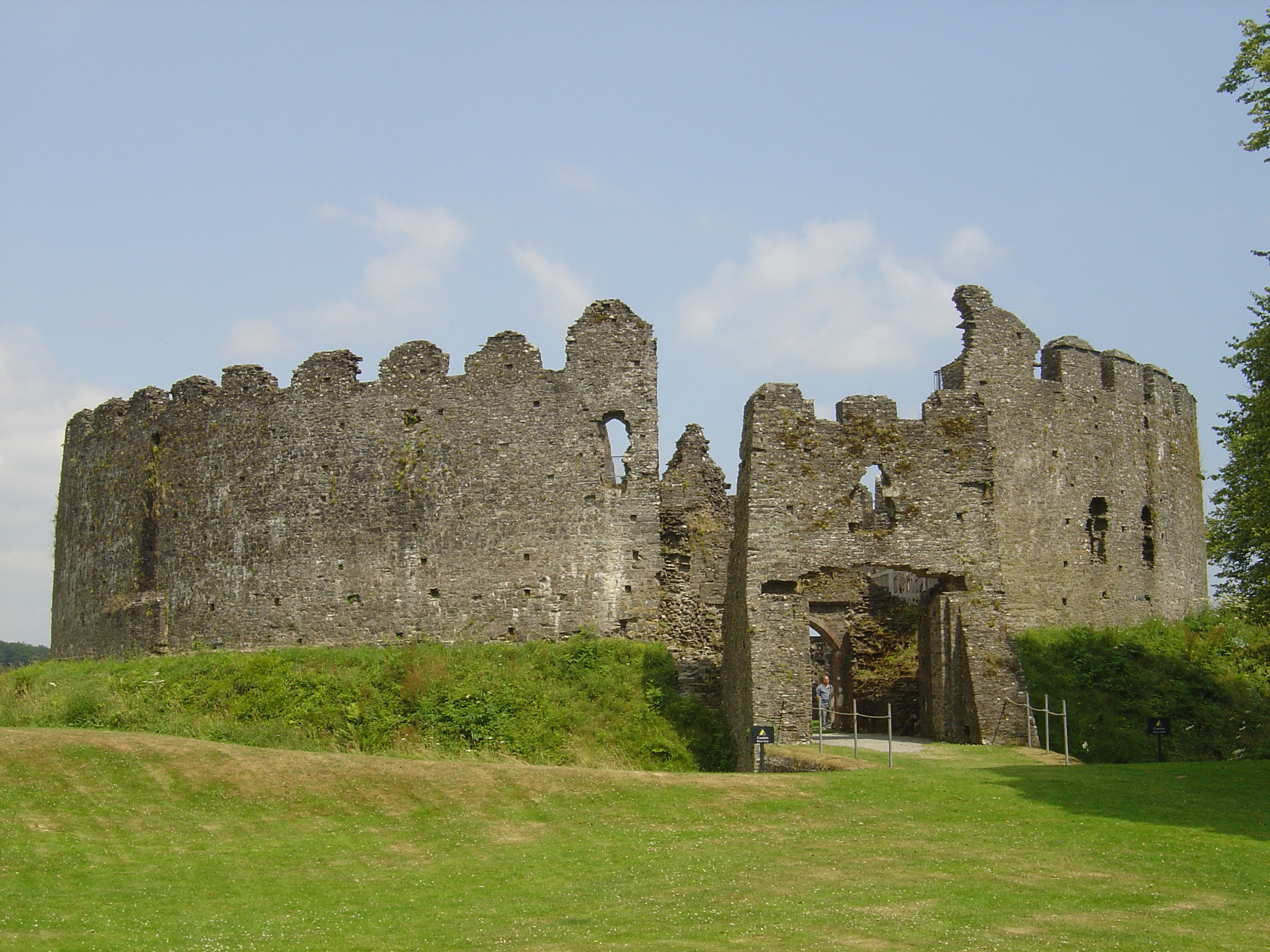

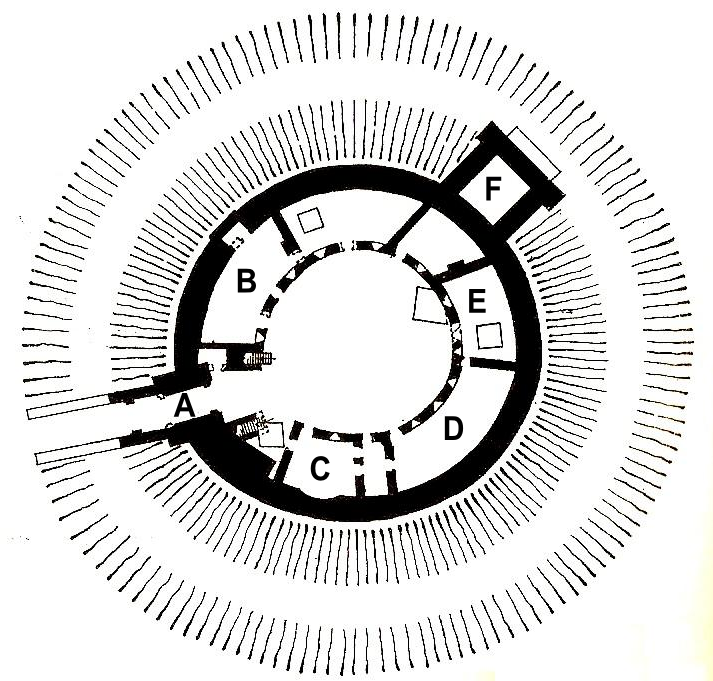

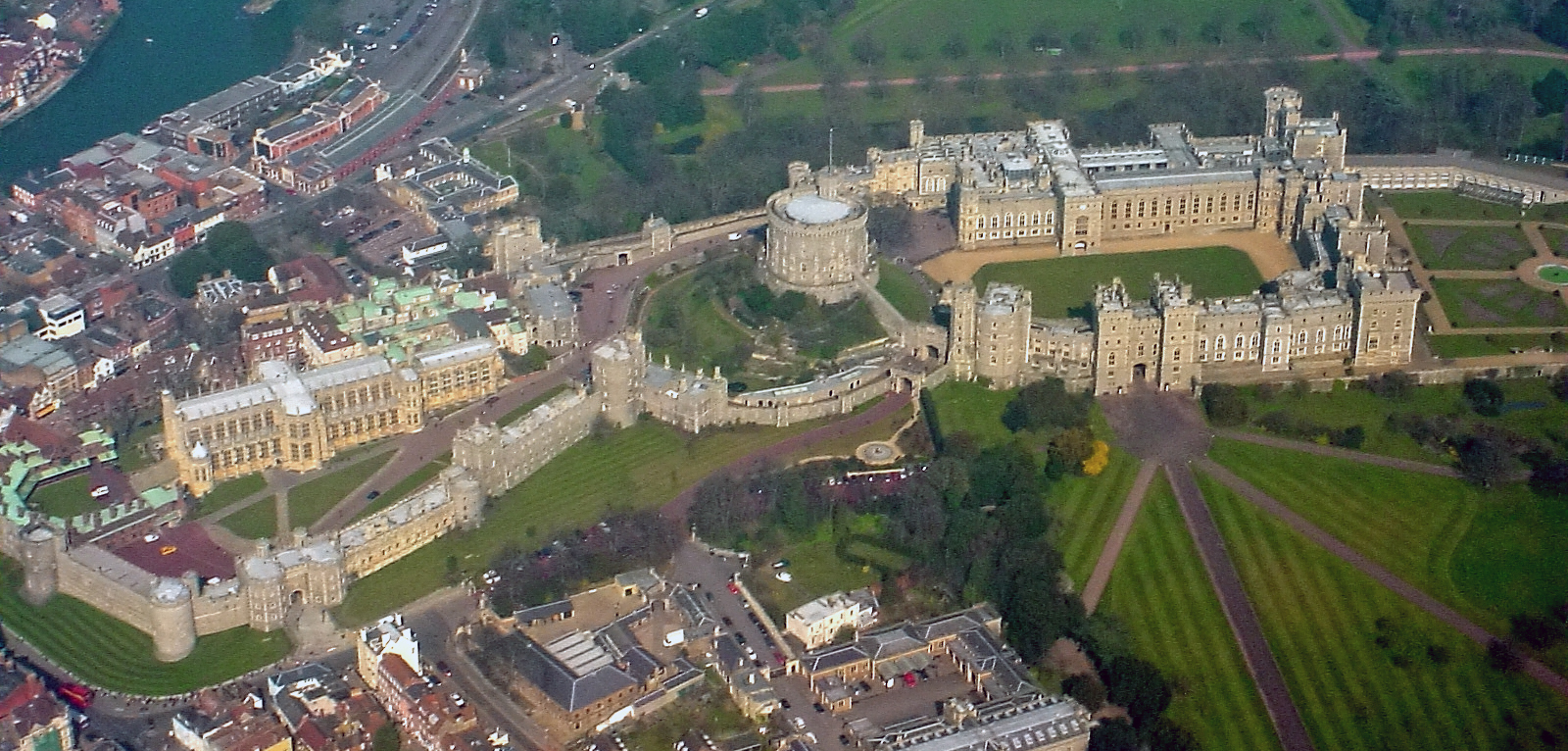
Виндзорский замок (графство Беркшир, Великобритания), основанный в XI веке и в своей структуре сохранивший выраженные следы схемы Шелл-кип- донжон на насыпном холме со рвом, окружённый внутренним двором.

Шелл-кип (англ. Shell-keep, букв. «Донжон-оболочка») — вид средневекового оборонительного сооружения, который получил распространение в Англии в XII веке. По своему назначенияю считается вариантом башни-донжона, отсюда название.
Шелл-кип представлял собой каменную пустую цилиндрическую башню, а точнее, ограждение, диаметром до 25-30 м, и более или менее круглую в плане. Толщина стен могла достигать 2-3 м. Внутреннее пространство занималась под жилье, хозяйственные и другие постройки, которые пристраивались к внутренней части стены. В отличие от своего предшественника замка типа «мотт и бейли», шелл-кип считается редкостью и известно лишь около 70 сооружений такого типа. Более ранний тип конструктивно схожих сооружений типа «круглый форт» строился повсеместно и известно о тысячах сохранившихся фортов.
Примерами шелл-кипа являются Круглая башня Виндзорского замка (сохранилась в перестроенном виде), а также сооружения в Рестормеле, Тамуэрте, Кардиффе, Арунделе, Карисбрукe, епископском замке в Дареме, Алнике.
Шелл-кип появились во времена активной стройки новых, каменных, и перестройки старых, деревянных, норманнских замков (XII в.). Если холм — «мотт» — был слабым, то его могли огородить каменной стеной полностью, не ставя новой большой башни.
В защите шелл-кип ничем принципиальным не отличался от обычного донжона. С XIII века принесённый в Европу опыт крестовых походов привёл к постройке более мощных крепостей и вывел из употребления этот тип фортификационного сооружения.